# Ampedus mixtus
Ampedus mixtus is een keversoort uit de familie kniptorren (Elateridae). De wetenschappelijke naam van de soort is voor het eerst geldig gepubliceerd in 1806 door Herbst.